# Tramitichromis lituris
Tramitichromis lituris è una specie di ciclidi haplochromini endemica del Lago Malawi, che predilige le secche sabbiose. Può raggiungere una lunghezza di 16,8 centimetri (6,6 in) TL. È presente anche nel commercio di pesci d'acquario.